# 1981 Tour
Speak & Spell – druga trasa koncertowa grupy muzycznej Depeche Mode; obejmuje sześćdziesiąt koncertów. Jest to pierwsza trasa, kiedy to grupa dała koncerty poza granicami Wielkiej Brytanii.

## Lista utworów
1. Any Second Now
2. Photographic
3. Nodisco
4. New Life
5. Puppets
6. Ice Machine
7. Big Muff
8. I Sometimes Wish I Was Dead
9. Tora! Tora! Tora!
10. Just Can’t Get Enough
11. Boys Say Go!
12. What’s Your Name?
13. Television Set
14. Dreaming of Me
15. The Price of Love
16. Addiction

## Muzycy
1. David Gahan – wokale główne (z wyjątkiem "Any Second Now" i "Big Muff")
2. Martin Gore – syntezator, chórki (z wyjątkiem "Any Second Now" i "Big Muff"), perkusja elektryczna
3. Vince Clarke – syntezator, chórki (z wyjątkiem "Any Second Now" i "Big Muff"), perkusja elektryczna
4. Andrew Fletcher – syntezator, chórki (z wyjątkiem "Any Second Now" i "Big Muff"), perkusja elektryczna

## Przebieg trasy
1. 3 stycznia 1981 – Rayleigh (Wielka Brytania) – Crocs
2. 6 stycznia 1981 – Londyn (Wielka Brytania) – Bridgehouse
3. 11 stycznia 1981 – Londyn (Wielka Brytania) – Hope ‘N’ Anchor
4. 12 stycznia 1981 – Southend-on-Sea (Wielka Brytania) – Rascals
5. 1 lutego 1981 – Londyn – Moonlight Club
6. 2 lutego 1981 – Leeds (Wielka Brytania) – Warehouse
7. 3 lutego 1981 – Sheffield (Wielka Brytania) – Limit Club
8. 9 lutego 1981 – Londyn – Bridgehouse
9. 12 lutego 1981 – Londyn – Moonlight Club
10. 14 lutego 1981 – Londyn – The Rainbow
11. 16 lutego 1981 – Londyn – Cabaret Futura
12. 26 lutego 1981 – Londyn – Lyceum
13. 24 marca 1981 – Londyn – Moonlight Club
14. 30 marca 1981 – Dartford (Wielka Brytania) – Flicks
15. 2 kwietnia 1981 – Southend-on-Sea (Wielka Brytania) – Technical College
16. 4 kwietnia 1981 – Londyn – Thames Boat Trip
17. 11 kwietnia 1981 – Rayleigh – Crocs
18. 16 kwietnia 1981 – Leeds (Wielka Brytania) – Amnesia
19. 23 kwietnia 1981 – Birmingham (Wielka Brytania) – Cedar Ballroom
20. 26 kwietnia 1981 – Londyn – Lyceum
21. 28 kwietnia 1981 – Basildon (Wielka Brytania) – Sweeneys
22. 30 kwietnia 1981 – Londyn – The Pits
23. 1 maja 1981 – Londyn – Southbank Poly
24. 3 maja 1981 – Basildon (Wielka Brytania) – Raquels
25. 9 maja 1981 – Cardiff (Wielka Brytania) – Nero’s
26. 12 maja 1981 – Londyn – The Venue
27. 25 maja 1981 – Dartford (Wielka Brytania) – Flicks
28. 1 czerwca 1981 – Londyn – Bridgehouse
29. 2 czerwca 1981 – Londyn – Hammersmith Palais
30. 27 czerwca 1981 – Rayleigh – Crocs
31. 9 lipca 1981 – Chadwell Heath (Wielka Brytania) – Regency Suite
32. 23 lipca 1981 – Londyn – The Venue
33. 25 lipca 1981 – Haga (Holandia) – Zuiderpark Stadion
34. 30 lipca 1981 – Slough (Wielka Brytania) – Alexandras
35. 2 sierpnia 1981 – Brighton (Wielka Brytania) – Jenkinsons
36. 5 sierpnia 1981 – Manchester (Wielka Brytania) – Rafters
37. 6 sierpnia 1981 – Leeds (Wielka Brytania) – Warehouse
38. 7 sierpnia 1981 – Edynburg (Wielka Brytania) – Nite Club
39. 26 sierpnia 1981 – Londyn (Wielka Brytania) – ICA
40. wrzesień 1981 – Bristol (Wielka Brytania) – Lawrence Weston School
41. 19 września 1981 – Londyn (Wielka Brytania) – The Venue
42. 25 września 1981 – Hamburg (RFN) – Markthalle
43. 26 września 1981 – Amsterdam (Holandia) – Paradiso
44. 28 września 1981 – Bruksela (Belgia) – Disco Rouge
45. 29 września 1981 – Paryż (Francja) – Brains Douche
46. 31 października 1981 – Newcastle upon Tyne (Wielka Brytania) – University
47. 2 listopada 1981 – Edynburg (Wielka Brytania) – Coasters
48. 3 listopada 1981 – Manchester (Wielka Brytania) – Fagins
49. 4 listopada 1981 – Birmingham (Wielka Brytania) – Locarno
50. 5 listopada 1981 – Nottingham (Wielka Brytania) – Rock City
51. 6 listopada 1981 – Liverpool (Wielka Brytania) – University
52. 7 listopada 1981 – Sheffield (Wielka Brytania) – Polytechnic
53. 9 listopada 1981 – Bristol (Wielka Brytania) – Locarno
54. 10 listopada 1981 – Basildon (Wielka Brytania) – Raquels
55. 11 listopada 1981 – Brighton (Wielka Brytania) – Top Rank
56. 12 listopada 1981 – Poole (Wielka Brytania) – Arts Centre
57. 14 listopada 1981 – Leicester – University
58. 15 listopada 1981 – Londyn – Lyceum
59. 16 listopada 1981 – Londyn – Lyceum
60. 3 grudnia 1981 – Chichester (Wielka Brytania) – TVS TV Show]